# آدمای زیبا (ترانه اد شیرن)
«آدمای زیبا» (به انگلیسی: Beautiful People) ترانه‌ای از خواننده-ترانه‌نویس اهل بریتانیا اد شیرن با همراهی رپر آمریکایی خالید است. این ترانه در ۲۸ ژوئن ۲۰۱۹ به‌عنوان سومین تک‌آهنگ آلبوم شماره ۶ پروژه همکاری (۲۰۱۹) توسط آتلانتیک رکوردز منتشر شد.
این ترانه در ژوئیه ۲۰۱۹ به رتبه یک جدول تک‌آهنگ‌های بریتانیا و به دومین تک‌آهنگ رتبه یک از آلبوم تبدیل شد. شیرن در ۱۵ ژوئیه یک نسخه آکوستیک صوتی از ترانه را بدون آوازهای خالید منتشر کرد.

## پیش زمینه و تبلیغات
«آدمای زیبا» به‌عنوان بخشی از فهرست قطعه‌های آلبوم شماره ۶ پروژه همکاری (۲۰۱۹) اعلام شد. اد شیرن جلد هنری و تاریخ انتشار ترانه را در ۲۳ ژوئن ۲۰۱۹ اعلام کرد. همچنین فیلم‌هایی ضبط‌شده از ترانه در استودیو در روزهای بعدی منتهی به انتشار ترانه منتشر شد.